# 김종철 (교육학자)
김종철(金鍾喆, 1923년 10월 6일 ∼ 2005년 12월 1일)은 본관이 부안이며, 대한민국의 우석대학교 총장을 지낸 교육학자이다.

## 학력
만주건국대학 정치학과를 졸업한후, 미국 벨스테이트 사범대학에서 석사학위를 미국 미시간 대학교에서 철학박사학위를 받았다.

## 경력
1959년부터 1970년까지 중앙대학교 부교수‧도서관장‧교수를 역임하였고, 1970년부터는 서울대학교 사범대학 교수로 자리하여 1989년까지 강의를 하였다. 또한, 1972년에는 한국교육학회 회장이 되었고, 1983년에 민주평화통일자문위원회 위원으로 자리하였으며, 1988년에는 중앙교육심의위원로 재직하였다. 이후 1990년에 대한민국학술원 회원으로 선정되었고, 1994년 고등교육연구회 회장‧1994년 우석대학교 총장 등을 역임하였다. 또한 미국동서문화센터 연구교환교수, Phi Kappa Phi Honor Society 종신회원 등을 지냈다.

## 수상
- 1981년 서울시문화상
- 1989년 국민훈장모란장
- 1989년 춘강교육상
- 1991년 대한민국학술원상
- 1999년 자랑스러운 전고인상(全高人賞)
- 1999년 인촌상

## 저서
- <세계 안의 한국교육>
- <교육계획론>
- <한국고등교육연구>
- <교육행정의 이론과 실제>
- <한국교육과 행정의 제문제>
- <한국교육정책연구>
- <교육행정학新講>
- <행정교육행정論究>
- <한국교육 반세기와 더불어>